# Комский сельсовет
Ко́мский сельсовет — муниципальное образование (сельское поселение) в Новосёловском районе Красноярского края. Административный центр — посёлок Кома.

## География
Комский сельсовет находится севернее районного центра. Удалённость административного центра сельсовета — села Кома от районного центра — села Новосёлово составляет 22 км.

## История
Комский сельсовет наделён статусом сельского поселения в 2005 году.

## Население
| 2010 | 2012  | 2013  | 2014  | 2015  | 2016  | 2017  |
| ---- | ----- | ----- | ----- | ----- | ----- | ----- |
| 1303 | ↘1252 | ↘1182 | ↘1140 | ↘1107 | ↘1068 | ↘1027 |

Гендерный состав
По данным Всероссийской переписи населения 2010 года 644 мужчины и 659 женщин из 1303 чел.

## Состав сельского поселения
В состав сельского поселения входят 5 населённых пунктов:
| № | Населённый пункт | Тип населённого пункта          | Население |
| - | ---------------- | ------------------------------- | --------- |
| 1 | Бескиш           | деревня                         | 36        |
| 2 | Енисей           | посёлок                         | 49        |
| 3 | Кома             | посёлок, административный центр | 739       |
| 4 | Кульчек          | деревня                         | 280       |
| 5 | Чёрная Кома      | деревня                         | 199       |